# Honnechy British Cemetery
Honnechy British Cemetery is een Britse militaire begraafplaats gelegen in de Franse plaats Honnechy (Noorderdepartement). De begraafplaats wordt onderhouden door de Commonwealth War Graves Commission.
De begraafplaats telt 347 geïdentificeerde Gemenebest graven uit de Eerste Wereldoorlog.